# Калинина (Тимашёвский район)
Калинина — хутор в Тимашёвском районе Краснодарского края России.
Входит в состав Днепровского сельского поселения.

## История
По некоторым сведениям хутор Вешняки основан в 1882 г. По данным на 1926 г. хутор Калинина (бывший Вишняки) состоял из 65 хозяйств, в которых проживало 294 человека, основное население — украинцы. В административном отношении входил в состав Малининского сельского совета Тимошевского района Кубанского округа Кавказского края. 

## Население
| 2002 | 2010 |
| ---- | ---- |
| 404  | ↘392 |

## Уличная сеть
- ул. Кирова,
- ул. Ленина,
- ул. Мира,
- ул. Победы,
- ул. Садовая[7].